# Splendrillia problematica
Splendrillia problematica é uma espécie de gastrópode do gênero Splendrillia, pertencente a família Drilliidae.